# 890 v.Chr.
Het jaar 890 v.Chr. is een jaartal volgens de christelijke jaartelling.

## Gebeurtenissen

### Egypte
- Farao Osorkon I benoemt kroonprins Sjosjenq II tot coregent van Opper- en Neder-Egypte.

### Assyrië
- Tukulti-Ninurta II bestijgt de troon van Assur. Hij erft een duidelijk verstevigd en vergroot koninkrijk van zijn vader Adad-nirari II.

## Overleden
- Adad-nirari II, koning van Assyrië